# Kotxévaia
Kotxévaia (en rus: Кочевая) és un poble (un possiólok) de l'óblast d'Astracan, a Rússia, segons el cens del 2010 tenia 13 habitants.